# .iq
.iq – domena internetowa przypisana od roku 1997 do Iraku, a w roku 2005 została zatwierdzona przez ICANN.

## Domeny drugiego poziomu
- gov.iq: rządowe podmioty
- edu.iq: edukacyjne instytucje
- com.iq: komercyjne podmioty
- mil.iq: wojskowe instytucje
- org.iq: niekomercyjne organizacje
- net.iq: dostawcy sieci